# Esports World Cup
L'Esports World Cup (EWC) ou Coupe du monde d'esport est une série annuelle de tournois internationaux d'e-sport organisés par l'Esports World Cup Foundation. Il a été annoncé pour la première fois en 2023, remplaçant le festival d'esports Gamers8 de la Fédération saoudienne d'esports.
La première édition du tournoi a eu lieu en 2024 de juillet à août à Riyad, en Arabie saoudite et les éditions suivantes sont censées se dérouler à la même époque chaque année.
L'EWC possède la plus grande cagnotte combinée de l'histoire de l'e-sport, soit plus de 60 millions de dollars, incluant les titres des différents tournois, mais aussi pour les équipes ou joueurs qualifiés pour les événements, ainsi que des prix pour des meilleurs joueurs. 
Elle comprend également un championnat des clubs : une compétition inter-jeux qui regroupe les résultats des jeux individuels de toutes les organisations participantes (appelées « clubs » par l'EWC) pour couronner un champion de club.
L'EWC a été critiquée comme étant utilisé comme un outil de sportswashing par le Royaume d'Arabie saoudite pour détourner l'attention de la communauté de l'e-sport de ses nombreuses violations des droits humains ; les commentateurs ont attiré l'attention sur la position du pays sur les droits LGBTQ+, les droits des femmes et sa gestion de la dissidence.

## Contexte
En septembre 2022, l'Arabie saoudite a présenté la Stratégie nationale des jeux et des sports électroniques (NGES), qui vise à faire du pays un centre mondial de l'industrie du jeu vidéo d'ici 2030, conformément à Saudi Vision 2030, un plan stratégique dirigé par le prince héritier Mohammed bin Salman pour diversifier l'économie saoudienne, créer des opportunités d'emploi et réduire la dépendance au pétrole,. Le NGES comprend 86 initiatives couvrant huit domaines d'intervention : le développement technologique et matériel, la production de jeux, les sports électroniques, les services supplémentaires, les infrastructures, les réglementations, l'éducation et l'acquisition de talents. Les objectifs du gouvernement saoudien comprennent la production de plus de 30 jeux compétitifs dans des studios nationaux, la création de plus de 39 000 nouveaux emplois dans le secteur et le fait de devenir l'un des trois premiers pays en termes de nombre de joueurs professionnels d'esports.
Conformément au NGES, en octobre 2023, l'Arabie saoudite a annoncé la première Coupe du monde d'e-sport en tant que successeur de Gamers8, le festival d'e-sport existant auparavant de la Fédération saoudienne d'e-sport, qui se tiendrait chaque année à Riyad à partir de l'été 2024. Lors de l'annonce, qui a eu lieu lors de la « New Global Sport Conference » organisée par le Royaume et à laquelle ont participé de hauts responsables gouvernementaux et des personnalités des secteurs du sport, des jeux vidéo et de l'e-sport, le prince héritier Mohammed a déclaré : « L'Esports World Cup est la prochaine étape naturelle dans le parcours de l'Arabie saoudite pour devenir le premier pôle mondial du jeu vidéo et de l'e-sport, offrant une expérience e-sport inégalée qui repousse les limites du secteur. Cette compétition renforcera nos progrès vers la réalisation des objectifs de la Vision 2030 : diversifier l'économie, développer le secteur du tourisme, créer de nouveaux emplois dans divers secteurs et offrir un divertissement de classe mondiale aux citoyens, aux résidents et aux visiteurs. »

## Format

### Championnat des clubs
Le Championnat des clubs est une compétition inter-jeux au sein de L'Esports World Cup. Une part de la cagnotte est attribuée aux 16 meilleurs clubs (utilisés par l'EWC à la place de « l'organisation »), déterminée par leurs performances globales dans divers matchs tout au long du tournoi. Pour se qualifier pour le championnat des clubs, un club devait terminer dans le top 8 dans au moins deux compétitions, et pour remporter le titre de champion, le club devait également obtenir la première place dans au moins une compétition. Seuls les participants annoncés publiquement comme faisant partie de leur organisation respective étaient éligibles pour gagner des points pour leur club. Vous trouverez ci-dessous une répartition des points attribués en fonction du classement dans les championnats de jeux individuels en 2024:
| Pos. | Points |   | Pos. | Points |
| 1    | 1000   | 5 | 110  |        |
| 2    | 600    | 6 | 70   |        |
| 3    | 350    | 7 | 40   |        |
| 4    | 200    | 8 | 20   |        |

### Programme de partenariat du club
Le programme de partenariat de club de la Fondation Esports World Cup (anciennement le programme de soutien aux clubs) est une initiative conçue pour fournir une aide financière substantielle à des organisations d'esports sélectionnées. Grâce à ce programme, les équipes sélectionnées ont reçu un soutien financier annuel pour améliorer leurs opérations et créer davantage d’opportunités pour les joueurs professionnels. Au total, 40 organisations d'esports ont été sélectionnées pour le programme de soutien aux clubs en fonction de leurs réalisations compétitives passées, de leurs stratégies futures et de leurs approches en matière d'engagement des fans. Comme tous les autres concurrents de l'EWC, les membres du programme de soutien aux clubs doivent avoir obtenu une qualification pour l'événement de chaque jeu et le championnat des clubs, mais ils restent éligibles aux récompenses financières annuelles quel que soit leur statut de qualification, ainsi qu'à un paiement unique si une organisation souhaite participer à de nouveaux sports électroniques, en particulier ceux qui étaient présents à la Coupe du monde des sports électroniques. Les récompenses dépendaient de la capacité de chaque membre à améliorer l'audience et l'engagement des fans pour l'EWC.

## Jeux en vedette
Lors de l'édition 2024, 23 événements ont été joués sur 22 titres de jeux vidéo. En 2025, le nombre d’événements sera augmenté à 25 tandis que le nombre de jeux sera augmenté à 24. En 2025, Mobile Legends: Bang Bang est le seul jeu à avoir organisé plusieurs événements en une seule année, un pour les hommes et un pour les femmes. Certains événements sont également organisés dans le cadre de l'EWC, comme la PUBG Mobile World Cup.
| Game/Series                    | Game/Series       | 2024       | 2025       |
| ------------------------------ | ----------------- | ---------- | ---------- |
| Apex Legends                   |                   |            |            |
| Call of Duty                   | Call of Duty      | [ note 2 ] | [ note 3 ] |
| Call of Duty: Warzone          |                   |            |            |
| Chess                          |                   |            |            |
| Counter-Strike 2               |                   |            |            |
| Crossfire                      |                   |            |            |
| Dota 2                         |                   |            |            |
| EA Sports FC                   | EA Sports FC      | [ note 4 ] | [ note 5 ] |
| Fatal Fury: City of the Wolves |                   |            |            |
| Fortnite                       |                   |            |            |
| Free Fire                      | Free Fire         | [ note 6 ] |            |
| Honor of Kings                 |                   |            |            |
| League of Legends              |                   |            |            |
| Mobile Legends: Bang Bang      | Men's             |            |            |
| Mobile Legends: Bang Bang      | Women's           |            |            |
| Overwatch 2                    |                   |            |            |
| PUBG: Battlegrounds            |                   |            |            |
| PUBG Mobile                    |                   |            |            |
| Rainbow Six Siege              | Rainbow Six Siege |            | [ note 7 ] |
| Rennsport                      |                   |            |            |
| Rocket League                  |                   |            |            |
| StarCraft II                   |                   |            |            |
| Street Fighter 6               |                   |            |            |
| Strinova                       |                   |            |            |
| Teamfight Tactics              |                   |            |            |
| Tekken 8                       |                   |            |            |
| Valorant                       |                   |            |            |
| Total events                   | Total events      | 23         | 25         |
| Total games                    | Total games       | 22         | 24         |

Le trophée de la première Coupe du monde d'e-sport a été dévoilé à Riyad en 2024. Il a été conçu et fabriqué par les orfèvres londoniens Thomas Lyte . D'une hauteur de 60 cm, il a été façonné à partir de plus de 9 kg d'argent sterling[réf. nécessaire].
Thomas Lyte a initialement conçu 10 idées conceptuelles pour le trophée. La conception finale contient un certain nombre de fonctionnalités, telles que des triangles entrelacés, inspirés des boutons de manette de jeu. La tige a été moulée à partir d'un modèle imprimé en 3D et ressemble au tronc d'un palmier, un symbole reconnaissable de l'Arabie saoudite. Une couronne trône au sommet du trophée. Les poignées du trophée ont été conçues pour ressembler à un câblage informatique compact. L'Esports World Cup a été moulée en plusieurs sections, chacune limée, polie et plaquée en or 24 carats[réf. nécessaire].
Chaque concurrent de la Coupe du monde d'esports dispose d'une clé triangulaire personnalisée. Cette clé est insérée dans les trophées de jeu respectifs lorsqu'elle est gagnée. Le cadre de la clé sera placé dans le Totem, un bloc physique exposé à Riyad servant de chronique de l'histoire de L'Esports World Cup. Cependant, lorsqu'un joueur est éliminé du tournoi, il doit abandonner sa clé, qui est ensuite écrasée, enfermée dans de la résine et jetée dans la base du Totem. Le champion de chaque jeu peut choisir des clés parmi trois adversaires à enfermer dans la base de son trophée de jeu[réf. nécessaire].

## Réception
L'annonce de l'Esports World Cup a été accueillie avec une réaction mitigée en raison des inquiétudes concernant le bilan de l'Arabie saoudite en matière de droits de l'homme et l'utilisation du tournoi à des fins de sportswashing. L'investissement important de l'Arabie saoudite dans la scène de l'e-sport, s'élevant à des milliards de dollars, a conduit à une expansion rapide de l'industrie dans le pays. Toutefois, ces développements se sont produits dans un contexte de surveillance internationale continue du bilan de l’Arabie saoudite en matière de droits de l’homme, en particulier en ce qui concerne les droits des LGBTQ+, les droits des femmes et sa gestion de la dissidence. En juin 2024, Team Liquid a annoncé son intention de porter un maillot inspiré de la Pride lors de L'Esports World Cup et a été autorisée à le faire. Dans un article publié en avril 2024, la chaîne d'information américaine CNN a décrit l'EWC comme étant potentiellement un « moment charnière dans l'industrie » après les licenciements massifs des développeurs de jeux et la baisse des revenus des ligues professionnelles d'esports ; l'article a également noté que l'événement faisait partie d'un investissement plus large de l'Arabie saoudite dans le sport, les médias et le divertissement au milieu d'allégations de sportswashing.
L'EWC a été critiqué comme étant utilisé comme un outil de sportswashing par le Royaume d'Arabie saoudite pour détourner l'attention de la communauté de l'e-sport de ses nombreuses violations des droits humains ; les commentateurs ont attiré l'attention sur la position du pays sur les droits LGBTQ+, les droits des femmes et sa gestion de la dissidence.

## Remarques
1. ↑  For events with no tiebreakers, 3–4 receive 275 points, 5–6 receive 90 points, 5–8 receive 60 points, and/or 7–8 receive 30 points[6].
2. ↑  Played on Call of Duty: Modern Warfare III.
3. ↑  To be played on Call of Duty: Black Ops 6.
4. ↑  Played on EA Sports FC 24.
5. ↑  To be played on EA Sports FC 25.
6. ↑  As Garena Free Fire.
7. ↑  As Rainbow Six Siege X.